# Microhyla letovirus 1
Microhyla letovirus 1 (англ.) — вид вирусов из семейства коронавирусов (Coronaviridae). На август 2021 года это единственный зарегистрированный Международным комитет по таксономии вирусов вид в подроде Milecovirus, роде Alphaletovirus и подсемействе Letovirinae. Описан в 2018 году, и его хозяином является лягушка Microhyla fissipes.
Ещё 2 вида, относимые к подсемейству Letovirinae, обнаружены у тихоокеанского лосося и у карпа из  реки Муррей.